# Вальфермосо-де-Тахунья
Вальфермосо-де-Тахунья (ісп. Valfermoso de Tajuña) — муніципалітет в Іспанії, у складі автономної спільноти Кастилія-Ла-Манча, у провінції Гвадалахара. Населення — 64 особи (2010).
Муніципалітет розташований на відстані близько 65 км на схід від Мадрида, 18 км на схід від Гвадалахари.

## Демографія
Динаміка населення (INE ):